# Équipe de Lettonie de football au Championnat d'Europe 2004
La participation de l'équipe de Lettonie de football (Latvijas futbola izlase) au Championnat d'Europe de football 2004 constitue une première pour les Sarkanbaltsarkanie (surnom de la sélection lettonne, désignant les rouge-blanc-rouge, en référence au drapeau de la Lettonie).
Après une qualification surprenante dans un pays traditionnellement tourné vers le basketball et le hockey sur glace, les Lettons d'Aleksandrs Starkovs terminent derniers du groupe D mais tiennent en échec l'Allemagne.
Ce parcours sera sans lendemain pour le football letton.

## Qualifications inédites pour la Lettonie

### La Lettonie surprenante deuxième

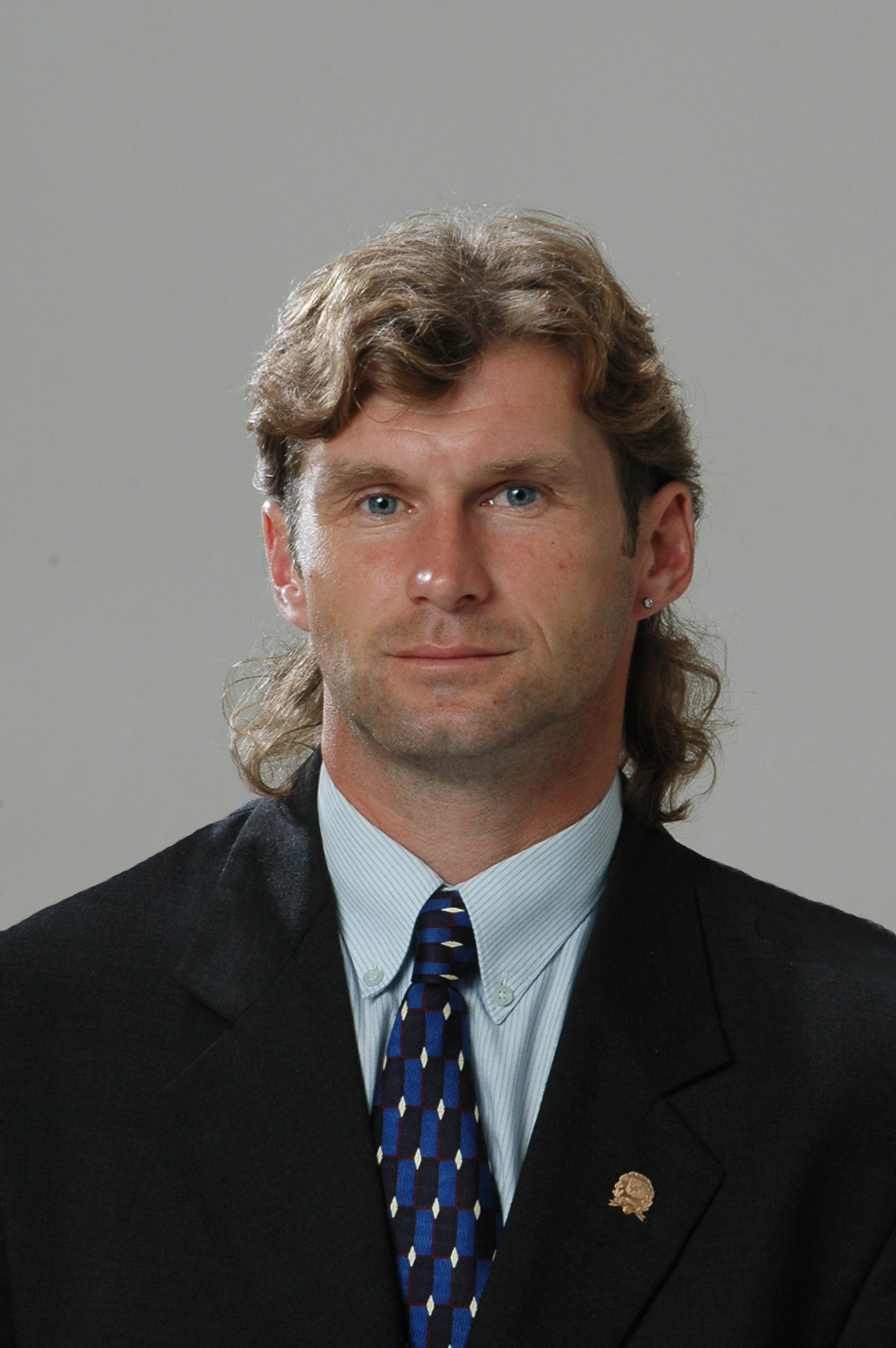
Le défenseur letton Mihails Zemļinskis, ici en 2009 en tant que député de la Saeima, a sauvé une balle sur la ligne afin d'assurer le match nul et vierge entre la Lettonie et la Suède lors de la première journée.

Jamais qualifiée pour une Coupe du monde ni pour un championnat d'Europe, la Lettonie est classée 99e au classement FIFA le 15 mai 2002 et est placée dans le groupe D. Elle doit rencontrer la Suède, la Pologne, la Hongrie et Saint-Marin. Les deux premières sélections sont favorites pour avoir participé à la Coupe du monde 2002. Pour rappel, le premier du groupe est directement qualifié tandis que le deuxième dispute un barrage contre un deuxième d'un autre groupe. Face à ce tirage au sort, le sélectionneur letton Aleksandrs Starkovs a pour objectif de terminer troisième devant la Hongrie dans le meilleur des cas.
Après deux matches amicaux décevants en juillet et en août 2002 contre l’Azerbaïdjan et la Biélorussie, la Lettonie entame les éliminatoires en rencontrant le favori du groupe, à savoir la Suède. Privée de Henrik Larsson qui a pris sa retraite internationale après la Coupe du monde 2002, la Suède a tenté de forcer le verrou letton. Il a tenu bon, malgré les assauts de Marcus Allbäck et le lob de Kim Källström sauvé sur la ligne par Mihails Zemļinskis. Quant aux Lettons, ils se sont vus refuser un but de Verpakovskis à la 86e minute. Ce score nul et vierge est une performance pour les Lettons. Le sélectionneur le confirme : « Nous avons très bien débuté et c'est un vrai exploit pour nous de tenir cette équipe suédoise en échec. Ils étaient meilleurs que nous pendant la première mi-temps, mais pendant la deuxième période, nous les avons surpassés. ».
Cette performance va permettre à la Lettonie lors de la journée suivante de surprendre un autre favori, à savoir la Pologne. Le score final est d'un but à zéro, grâce à Juris Laizāns à la 30e minute, d'une frappe à l'extérieur de la surface. Les Polonais ont dominé mais ont été surpris par le réalisme letton, comme le confirme le gardien polonais Jerzy Dudek après le match.
Après cela, très confiante selon Andrejs Štolcers, la Lettonie affronte Saint-Marin ; malgré une domination importante des Lettons et un « poteau » de Marians Pahars,, ils ont attendu la 89e minute pour s’imposer, grâce à un but contre son camp de Carlo Valentini (it). Après ce match, la Lettonie obtient une surprenante première place du groupe, avec sept points.
Lors de la quatrième journée, après deux matches amicaux contre la Lituanie et l'Ukraine, elle retrouve Saint-Marin à domicile ; contrairement au match aller, elle s'assure une victoire facile : trois buts à zéro, grâce au lob d'Andrejs Prohorenkovs et au doublé d'Imants Bleidelis. Après quatre journées, la Lettonie, première du groupe avec dix points, peut se qualifier pour l'Euro 2004.
Après une défaite face à la Hongrie (1-3) en juin, les Lettons remportent la Coupe baltique 2003 durant le mois de juillet,.
Les défaites contre la Hongrie et contre la Pologne en septembre (0-2) les ramènent à la réalité en les positionnant à la quatrième place du classement. En outre, Juris Laizāns est suspendu pour le prochain match après un carton rouge reçu contre la Pologne à l'heure de jeu. Comme le dit le sélectionneur letton, « ils ont mérité [leurs victoires] et ont été plus décisifs que nous. ».

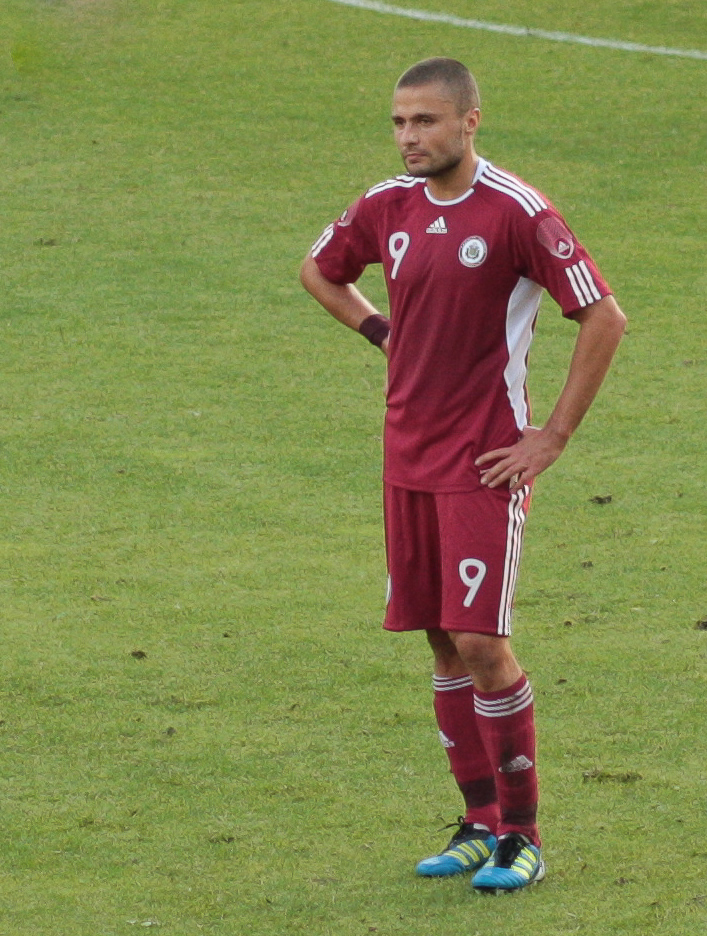
L'attaquant letton Māris Verpakovskis, ici en 2011, a été décisif lors des deux dernières journées en inscrivant un doublé contre la Hongrie (3-1) et marquant le but décisif contre la Suède (1-0).

Pour autant, dans l'avant-dernière journée contre la Hongrie, la Lettonie peut à nouveau croire en la qualification pour l'Euro : victoire contre les Magyars, sur le score de trois buts à un, grâce, en partie, au doublé de Māris Verpakovskis. Le sélectionneur hongrois Imre Gellei (hu) le dit : les Lettons « ont été plus volontaires et efficaces, ils ont réussi à nous fatiguer après 25 minutes de jeu et nous ont mis une grande claque. ».
Pour la dernière journée, la Suède est d'ores et déjà qualifiée pour l'Euro 2004 et certaine de terminer première du groupe. La place de barragiste est à l'avantage de la Lettonie qui possède deux points d'avance sur la Hongrie et trois sur la Pologne. Plusieurs scénarios sont possibles :
- Si la Lettonie bat la Suède, elle est barragiste sans se soucier du résultat du match entre la Pologne et la Hongrie ;
- En cas de match nul contre la Suède, elle doit espérer la défaite de la Hongrie pour rester barragiste ;
- En cas de défaite contre la Suède, elle doit espérer un match nul entre les deux équipes afin d'être certaine de finir barragiste. Si l'une des deux équipes gagne, l'une des deux devient barragiste et élimine la Lettonie des barrages.

Au Råsunda fotbollsstadion, les Suédois sont surpris à la 22e minute par Māris Verpakovskis. Sur un une-deux avec Rimkus, il trompe le gardien suédois Andreas Isaksson d'une frappe à ras de terre. La qualification pour les barrages est quasi-faite pour les Lettons, mais l'expulsion de Dzintars Zirnis à la 73e minute remet le doute dans leur tête. À trois minutes de la fin du temps réglementaire, les Suédois obtiennent un pénalty pour une faute commise sur Marcus Allbäck : il le tire au-dessus de la barre transversale. Les Lettons célèbrent leur victoire en même temps que l'accession aux barrages, grâce à la victoire des Polonais sur les Hongrois (2-1).
Finalement, la Lettonie devance une Pologne méconnaissable. Elle monte à la 69e place au classement FIFA du 22 octobre 2003, ex-aequo avec le Burkina Faso, soit une progression de 30 places depuis le début des éliminatoires.
| Rang | Équipe      | Pts | J | G | N | P | Bp | Bc | Diff |  | Résultats (▼ dom., ► ext.) |     |     |     |     |     |
| ---- | ----------- | --- | - | - | - | - | -- | -- | ---- |  | -------------------------- | --- | --- | --- | --- | --- |
| 1    | Suède       | 17  | 8 | 5 | 2 | 1 | 19 | 3  | +16  |  | Suède                      |     | 0-1 | 3-0 | 1-1 | 5-0 |
| 2    | Lettonie    | 16  | 8 | 5 | 1 | 2 | 10 | 6  | +4   |  | Lettonie                   | 0-0 |     | 0-2 | 3-1 | 3-0 |
| 3    | Pologne     | 13  | 8 | 4 | 1 | 3 | 11 | 7  | +4   |  | Pologne                    | 0-2 | 0-1 |     | 0-0 | 5-0 |
| 4    | Hongrie     | 11  | 8 | 3 | 2 | 3 | 15 | 9  | +6   |  | Hongrie                    | 1-2 | 3-1 | 1-2 |     | 3-0 |
| 5    | Saint-Marin | 0   | 8 | 0 | 0 | 8 | 0  | 30 | -30  |  | Saint-Marin                | 0-6 | 0-1 | 0-2 | 0-5 |     |

### Barrages contre la Turquie

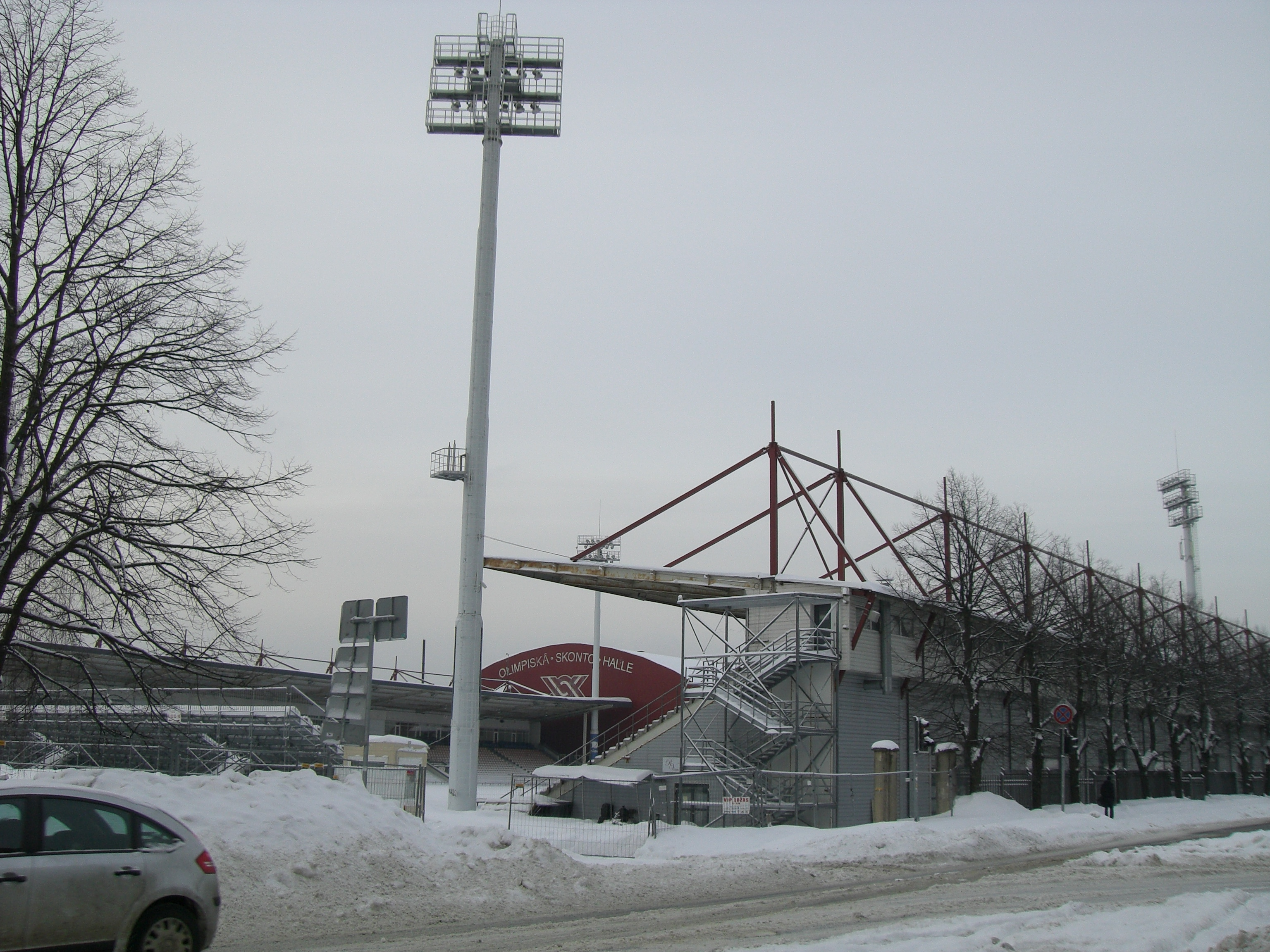
Le Skonto Stadion est le théâtre du barrage aller, le 15 novembre 2003, voyant la victoire surprise de la Lettonie sur la Turquie, sur le score d'un but à zéro, grâce à Verpakovskis.

Qualifiés pour les barrages de l'Euro 2004, les Lettons doivent rencontrer la Turquie qui est favorite après s'être classée à la troisième place de la Coupe du monde 2002 puis à la troisième place de la Coupe des confédérations 2003.
Le président de la Fédération de Lettonie de football (LFF) Guntis Indriksons déclare après le tirage au sort des barrages : « la Turquie est la dernière équipe contre laquelle je souhaitais que l'on joue. Je prévois des moments difficiles pour nous. ».

#### Match aller: les Lettons surprennent les Turcs
Pour le match aller, sous des températures proches de zéro degré Celsius, les Lettons accueillent au Skonto Stadion les Turcs avec le statut de petit poucet. Avant le match, une minute de silence est dédiée aux victimes des deux attentats à la bombe contre deux synagogues à Istanbul le jour même,,.
Le sélectionneur letton doit faire face à des forfaits et à des blessures : le milieu de terrain Igors Semjonovs est forfait, les défenseurs Mihails Zemļinskis et Dzintars Zirnis sont suspendus, et les attaquants Marians Pahars et Andrejs Prohorenkovs sont blessés. Il convoque le défenseur du FK Ventspils Igors Korabļovs et axe son duo d'attaque sur Māris Verpakovskis et Vīts Rimkus.

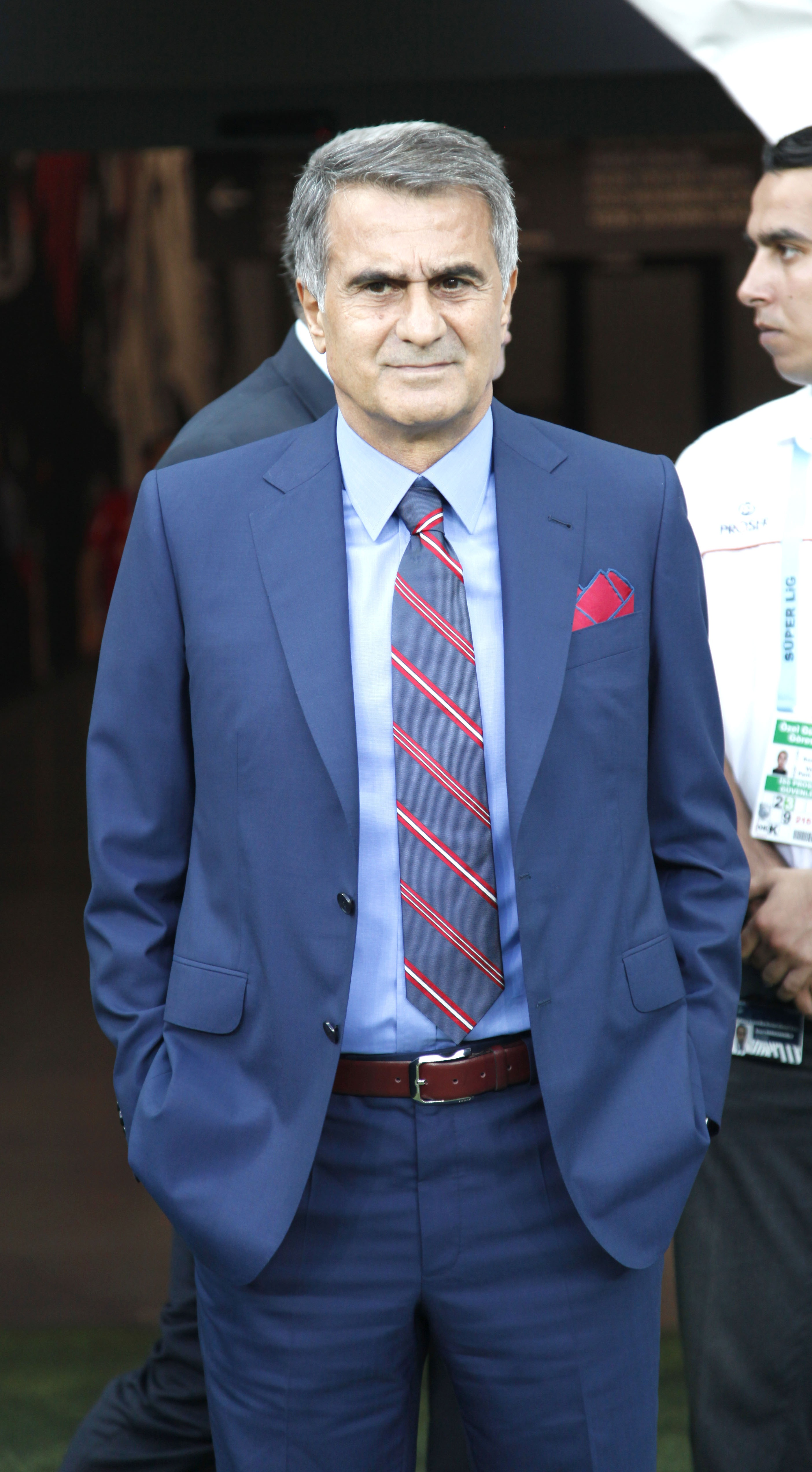
Le sélectionneur turc Şenol Güneş, ici en août 2017, explique la défaite turque lors du match aller par le froid glacial (0-1).

De son côté, son homologue turc laisse Hakan Şükür sur le banc pour privilégier le duo d'attaquants İlhan Mansız-Nihat Kahveci. Il doit aussi composer avec les absences de Sergen Yalçın, de Yıldıray Baştürk et d'Alpay Özalan.
Dès le début de match, les Lettons attaquent grâce à Andrejs Rubins dès la première minute. Le gardien de but du FC Barcelone Rüştü Reçber gagne son face-à-face à la septième minute devant Māris Verpakovskis. Il faut attendre la 29e minute pour l'ouverture du score : Verpakovskis contourne Emre Aşık et pique son ballon devant le gardien turc.
La Lettonie cherche à doubler la mise mais n'y parvient pas, même si le Turc Fatih Akyel est tout proche de marquer contre son camp en fin de première période.
En seconde période, les Turcs réagissent et les occasions sont plus nombreuses des deux côtés : à la 54e minute, le Turc Aşık a la balle d'égalisation au bout du pied sur un corner : son tir est dévié. Les Lettons réagissent par Imants Bleidelis : il tire au-dessus.
Aux 68e et 69e minutes, les Turcs par Nihat Kahveci et Belözoğlu se procurent des occasions, sans les concrétiser. Pour un coup de coude sur Rimkus, Emre Aşık est expulsé à la 73e minute par l'arbitre français Gilles Veissière. Les Turcs attaquent et, en fin de match, ratent l'égalisation sur une tête piquée de Belözoğlu sur le poteau.
Finalement, les Lettons réalisent un coup parfait en remportant le match à la surprise générale, sur le score d'un but à zéro (Verpakovskis). Mais ils devront se passer de Valentīns Lobaņovs, suspendu pour le match retour. Il en est de même pour les Turcs Rüştü Reçber et Fatih Akyel. Le sélectionneur turc Şenol Güneş dira que « s'il a perdu, c'est à cause des conditions climatiques glaciales [et] que les joueurs n'ont pas pu jouer leur football ».

#### Match retour: un match nul renversant

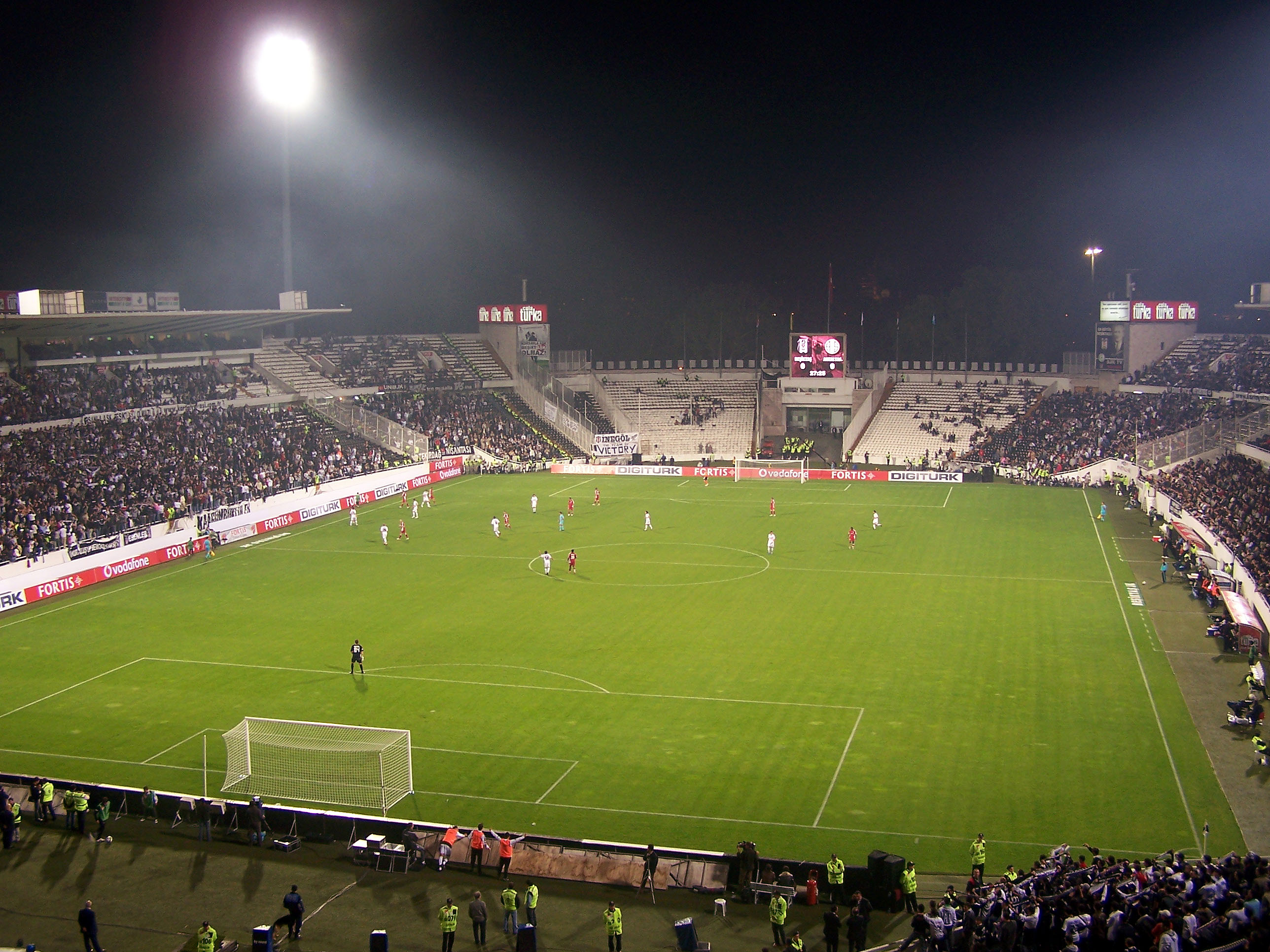
Le Stade İnönü du BJK, ici en 2008, est le théâtre de la qualification surprise des Lettons, qui obtiennent le match nul après avoir été de deux buts.

Forts de cette victoire surprise, les Lettons se déplacent quatre jours plus tard à Istanbul « non pas comme des touristes mais comme des professionnels », comme le dit le sélectionneur Starkovs.
Ce dernier compose avec les retours de Dzintars Zirnis et de Mihails Zemļinskis mais doit se passer de Valentīns Lobaņovs (suspendu) et d'Oļegs Blagonadeždins (blessé). Il rappelle Marians Pahars, qui n'a plus été sélectionné depuis un an. Dans le même temps, le sélectionneur turc Şenol Güneş fait quelques changements : Ömer Çatkıç remplace Rüştü Reçber dans les buts et Hakan Şükür est seul en pointe.
L'ambiance est hostile aux Lettons ; les Turcs doivent gagner ; ils pressent la défense lettonne dès le début de match. Après une tentative de Tümer Metin en début de match, les Turcs ouvrent le score à la 20e minute. Sur un centre de Nihat Kahveci, une reprise de volée aux 20 mètres d'İlhan Mansız, arrive dans la lucarne d'Aleksandrs Koliņko. Les deux équipes sont à égalité sur l'ensemble des deux matches. Les Lettons tentent de réagir par Verpakovskis à la 24e minute puis par Andrejs Rubins, sans succès.
En deuxième période, ils font le forcing pour égaliser par Juris Laizāns et par Rubins. Les Turcs inscrivent un deuxième but à la 64e minute, sur un centre de Gökdeniz Karadeniz coupé par Hakan Şükür.
À ce moment-là, les Turcs sont qualifiés. L'euphorie règne dans le stade. Elle est arrêtée par le coup franc lointain à la 66e minute de Juris Laizāns qui trompe Çatkıç ; les Lettons reviennent au score et sont qualifiés grâce à la règle du but à l'extérieur.
Les Turcs manquent de chance à la 68e minute : la frappe de Hakan Şükür heurte la barre transversale. C'est le tournant du match : à la 78e minute, sur un dégagement du gardien letton, Verpakovskis récupère la balle devant la surface turque, prend de vitesse Bülent Korkmaz et trompe une nouvelle fois Çatkıç pour l'égalisation lettonne (2-2).

Les Lettons se qualifient, à la surprise générale, et font sensation. Le journal letton Apollo.lv titre « Laižam uz Portugāli ! » (« Allons au Portugal ! », en letton). Le président de la fédération et le sélectionneur déclarent dans l'interview d'après-match, : 

« (Guntis Indriksons) C'est la meilleure performance dans l'histoire du football letton et le résultat de plusieurs années de dur labeur. »

« (Aleksandrs Starkovs) Nous avons créé la sensation en Europe. La Turquie était favorite et je suis très heureux que nous ayons gagné. Notre tactique a fonctionné. Nous avons joué en contre-attaques. Le public turc pour leur part était grand et il nous a applaudi. Cela n'arrive nulle part ailleurs. »

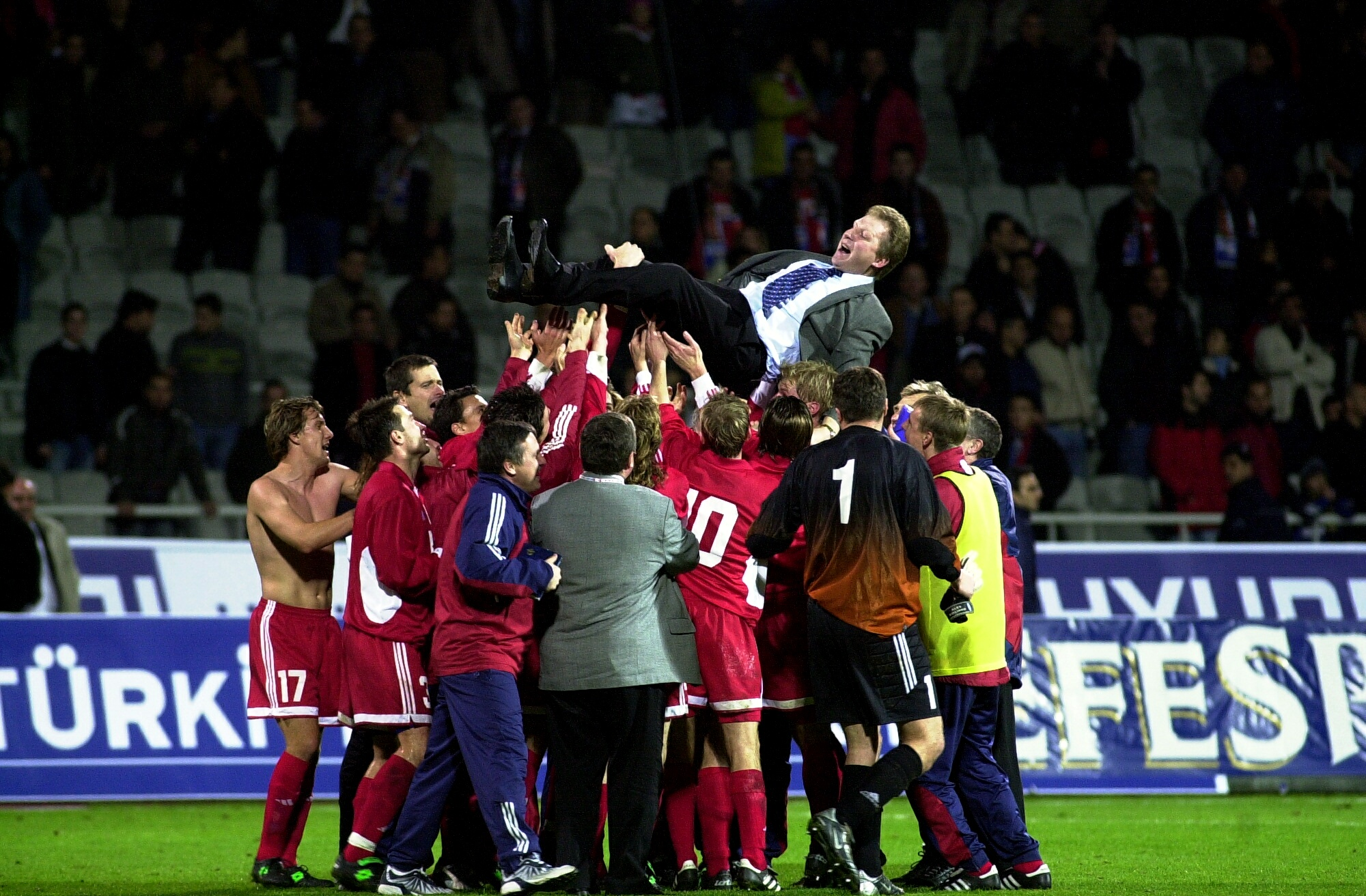
La joie des Lettons à la fin du match contre la Turquie, pour la qualification à l'Euro 2004.

Quelques années plus tard, dans une interview à So Foot en 2016, Aleksandrs Starkovs dira que la victoire du match aller et la fête nationale du 18 novembre (Latvijas Republikas proklamēšanas diena) ont favorisé l'élan patriotique et l'engouement populaire pour le match retour. C'est ce qui a motivé les joueurs pour revenir au score contre la Turquie. Et surtout, cette qualification dans un pays traditionnellement tourné vers le basket ou le hockey sur glace a mis en avant le football.
A contrario, la déception se lit dans les journaux turcs ; Milliyet  titre : « La fin d'une ère », ce que le sélectionneur Şenol Güneş confirme :

« (Şenol Güneş) : Nous avons concédé deux buts inattendus après avoir mené 2-0, et le premier but letton nous a mis un coup au moral. L'équipe a perdu toute discipline, alors que la Lettonie a su faire preuve de résistance. Cette défaite est un vrai choc. »

## Une préparation importante en vue de l'Euro 2004

### Établir la liste des 23 Lettons pour l'Euro

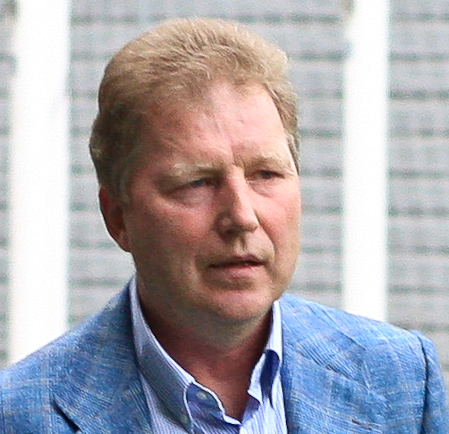
Le sélectionneur letton Aleksandrs Starkovs a constitué son équipe autour d'éléments jouant ou ayant joué au Skonto Riga.

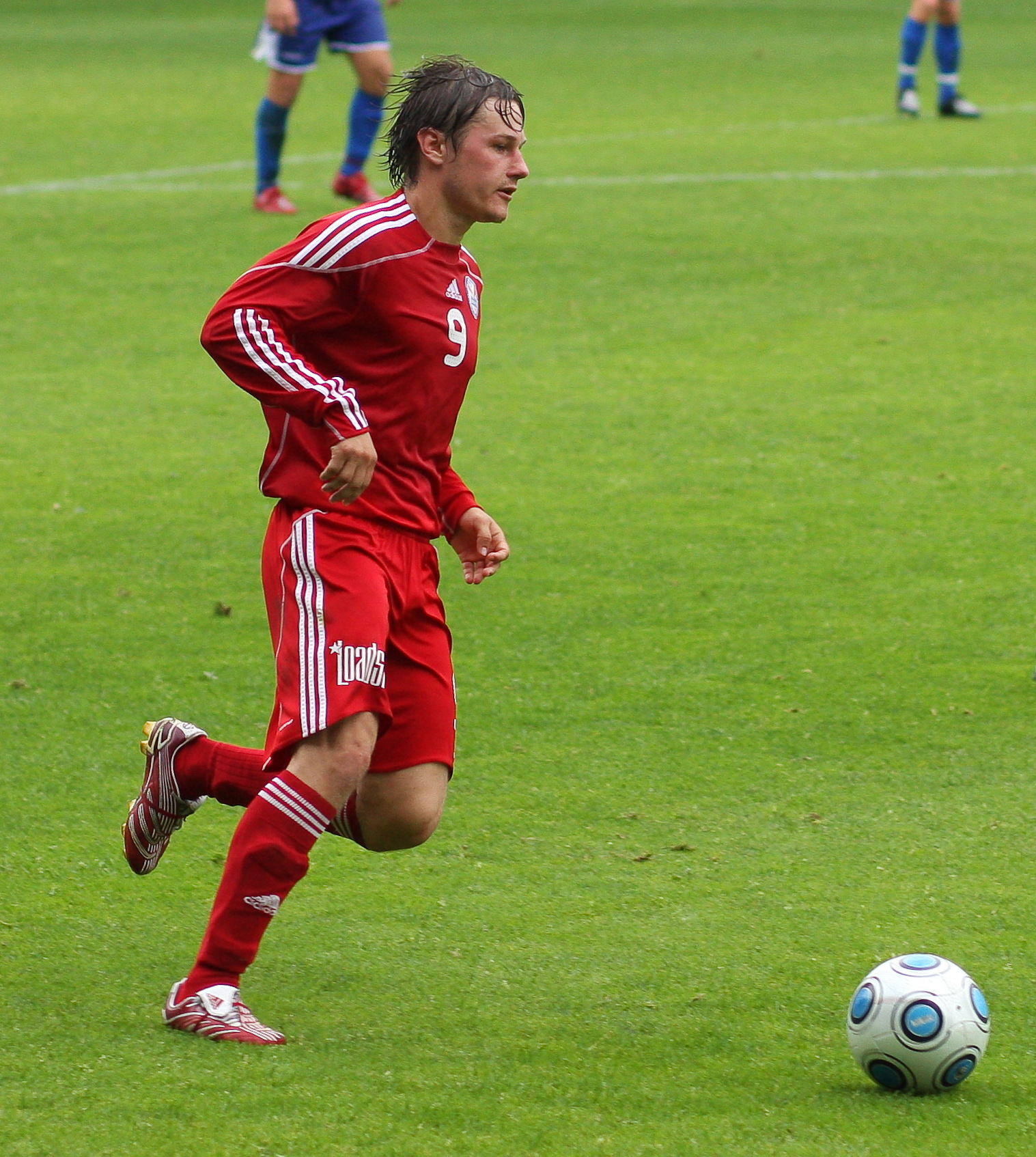
L'attaquant du Skonto Riga Kristaps Blanks, ici en 2009, fait partie de la pré-liste mais n'a pas été retenu finalement dans la liste des 23 pour participer à l'Euro 2004.

Pour cette première lors d'un championnat d'Europe de football, les Sarkanbaltsarkanie sont placés dans le « groupe de la mort »,, (appelée, de manière originale, par les médias lettons l'« Alus grupu », en français : le « groupe de la bière »).
Le sélectionneur Aleksandrs Starkovs doit rendre sa liste définitive au plus tard le 2 juin 2004. Il s'appuie sur les joueurs utilisés lors des éliminatoires, ainsi que sur les joueurs actuels ou anciens du Skonto Riga, club qu'il entraîne en plus de son poste de sélectionneur. Il réalise une pré-liste de 29 joueurs le 18 mai, excluant les attaquants Ģirts Karlsons, et Kristaps Grebis, ainsi que le gardien de but Aleksejs Krucs,.
Après avoir fait des choix pour la pré-liste, le sélectionneur a jusqu'au 2 juin pour soumettre la liste définitive à l'UEFA. Il la donne le 29 mai, excluant six joueurs. Dans ces six joueurs, il y a un gardien de but (Andris Vaņins), un milieu de terrain (Vladimirs Koļesņičenko) et quatre attaquants (Kristaps Blanks, Viktors Dobrecovs, Gatis Kalniņš et Igors Semjonovs).
Le sélectionneur a convoqué des joueurs blessés mais expérimentés : Zemļinskis (qui revient de blessure au genou), Zirnis et Bleidelis (souffrant tous les deux d'une blessure récurrente à la cuisse), Pahars (blessure à l'aine contre l'Islande en avril 2004) et Blagonadeždins (en cours de reprise) ; il a privilégié Andrejs Pavlovs comme troisième gardien de la sélection lettonne.

### Se tester avec une série de matches amicaux

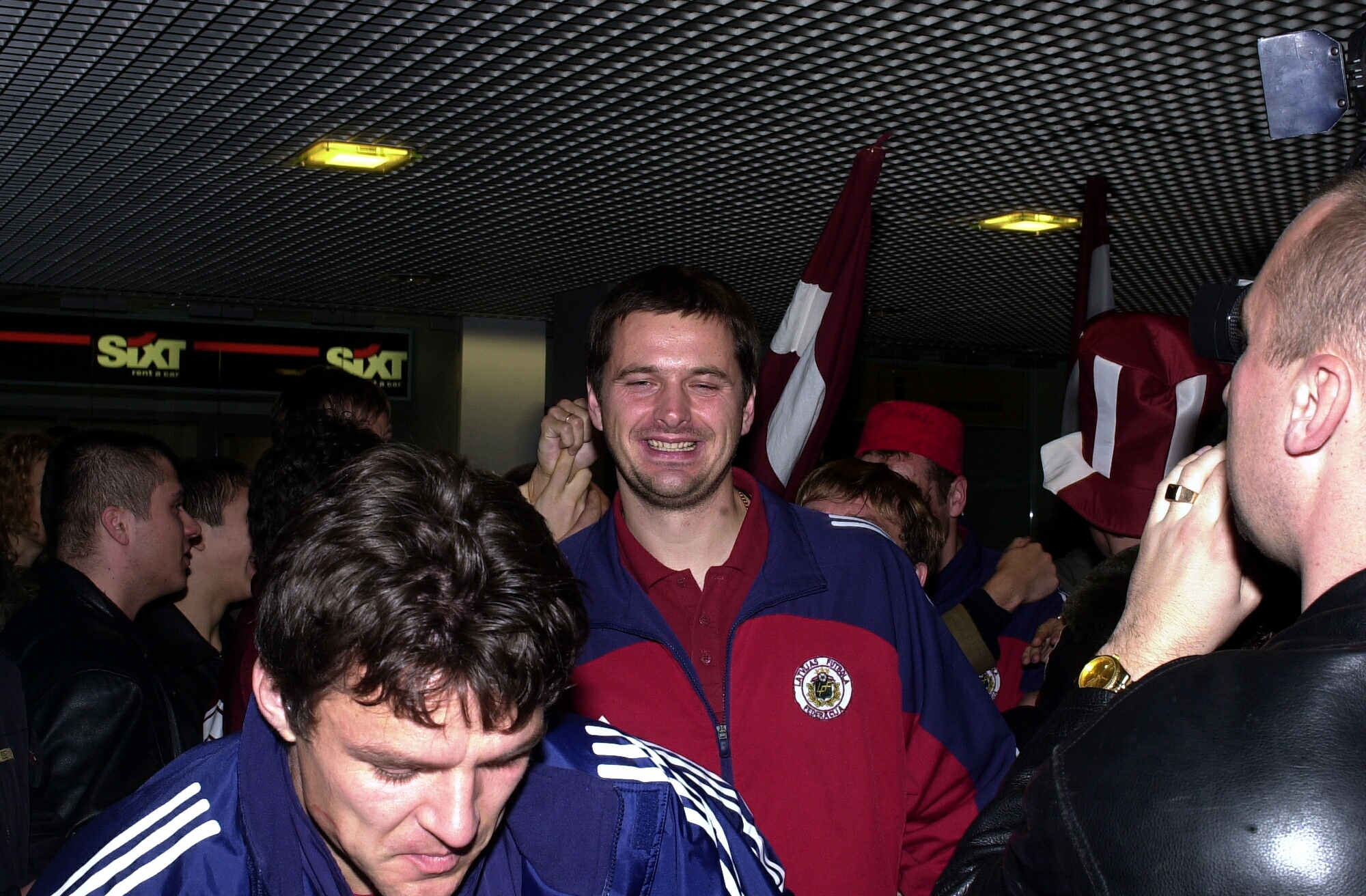
Andrejs Piedels de retour en Lettonie après la qualification pour l'Euro 2004.

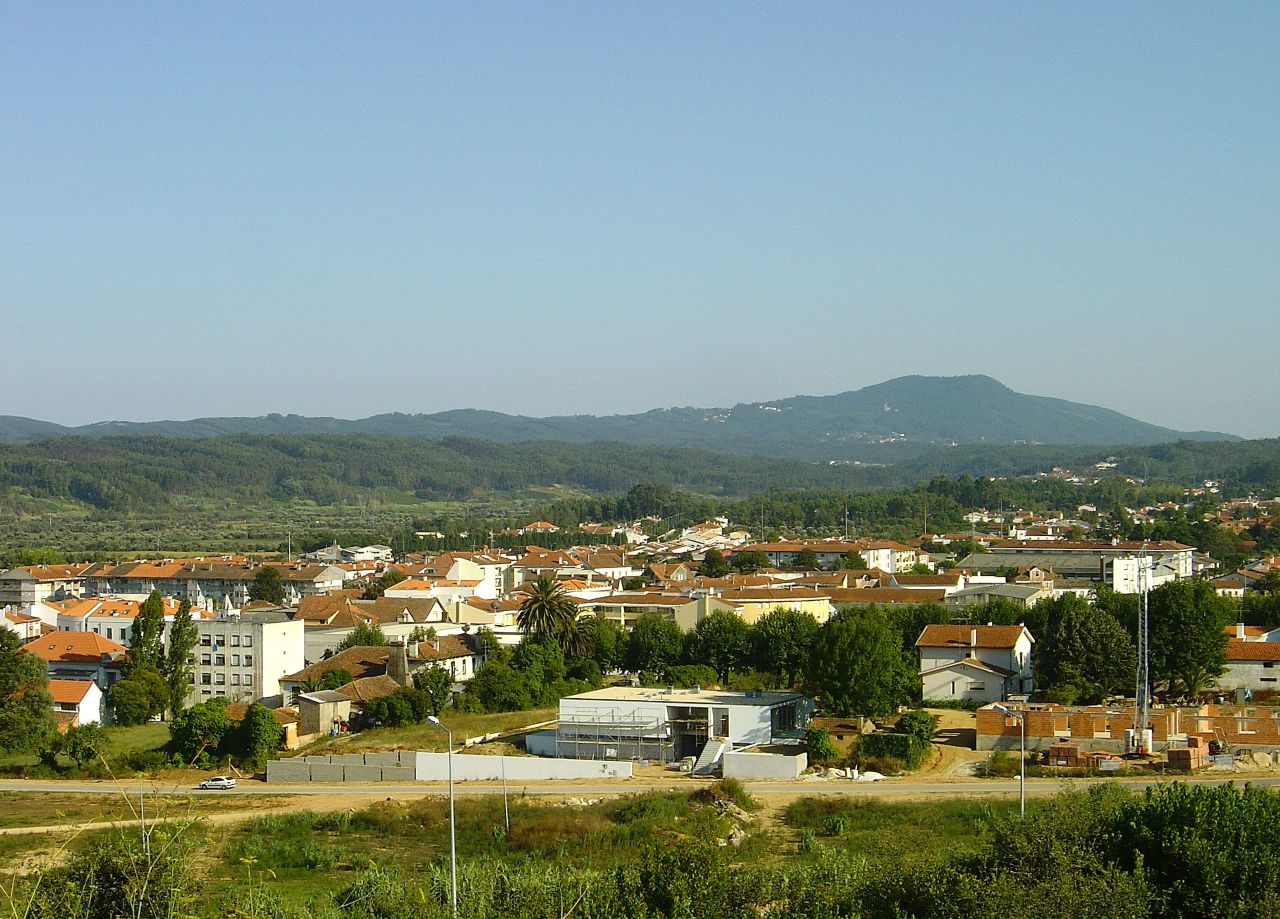
La ville d'Anadia sert de camp de base à la sélection lettonne pour l'Euro 2004.

La Lettonie a gagné cinq places pour atteindre la 51e place au classement FIFA du 15 décembre 2003.
L'euphorie est retombée après des prestations en demi-teinte contre le Koweït (défaite 0-2), contre la sélection régionale d'Andalousie, (défaite 0-1) ainsi qu'au tournoi international de Chypre (une victoire et deux défaites). Le tournoi à Chypre a permis au sélectionneur de faire une revue d'effectifs, sans les joueurs importants comme Astafjevs, Verpakovskis, Koliņko et Pahars, retenus par leurs clubs. Des joueurs comme Ģirts Karlsons, Kristaps Blanks et Gatis Kalniņš sont appelés pour compléter une pré-liste pour l'Euro 2004.
Les matches contre la Slovénie en mars, et l'Islande en avril, vont permettre à Starkovs de peaufiner les derniers détails. Le match contre la Slovénie a montré la dépendance vis-à-vis de Verpakovskis, qui est l'unique buteur de ce match ; ensuite, le match contre l'Islande, le 28 avril 2004, est perçu comme la dernière chance pour les joueurs de figurer dans la liste finale : il se solde par un score nul et vierge. Le gardien de but islandais Árni Gautur Arason a arrêté tous les assauts lettons durant le match malgré une forte pression. Finalement, le sélectionneur a déjà fait des choix, en ne sélectionnant plus certains joueurs comme Ģirts Karlsons et Aleksejs Krucs.
Dans la dernière ligne droite, afin de préparer le match contre l'Azerbaïdjan, la sélection lettonne réalise un petit match de préparation contre le club du Skonto Riga le jeudi 27 mai à Jūrmala : il se solde par une victoire de la sélection lettonne sur le score de deux buts à un. C'est deux jours avant de soumettre la liste définitive à l'UEFA. Le 6 juin, les Sarkanbaltsarkanie affrontent à Riga l'Azerbaïdjan. En raison d'une blessure de Koliņko, Andrejs Piedels  le remplace dans le but. Les Lettons montrent à la fois une capacité à se ressaisir et aussi des moments de relâchement : ils concèdent deux buts.

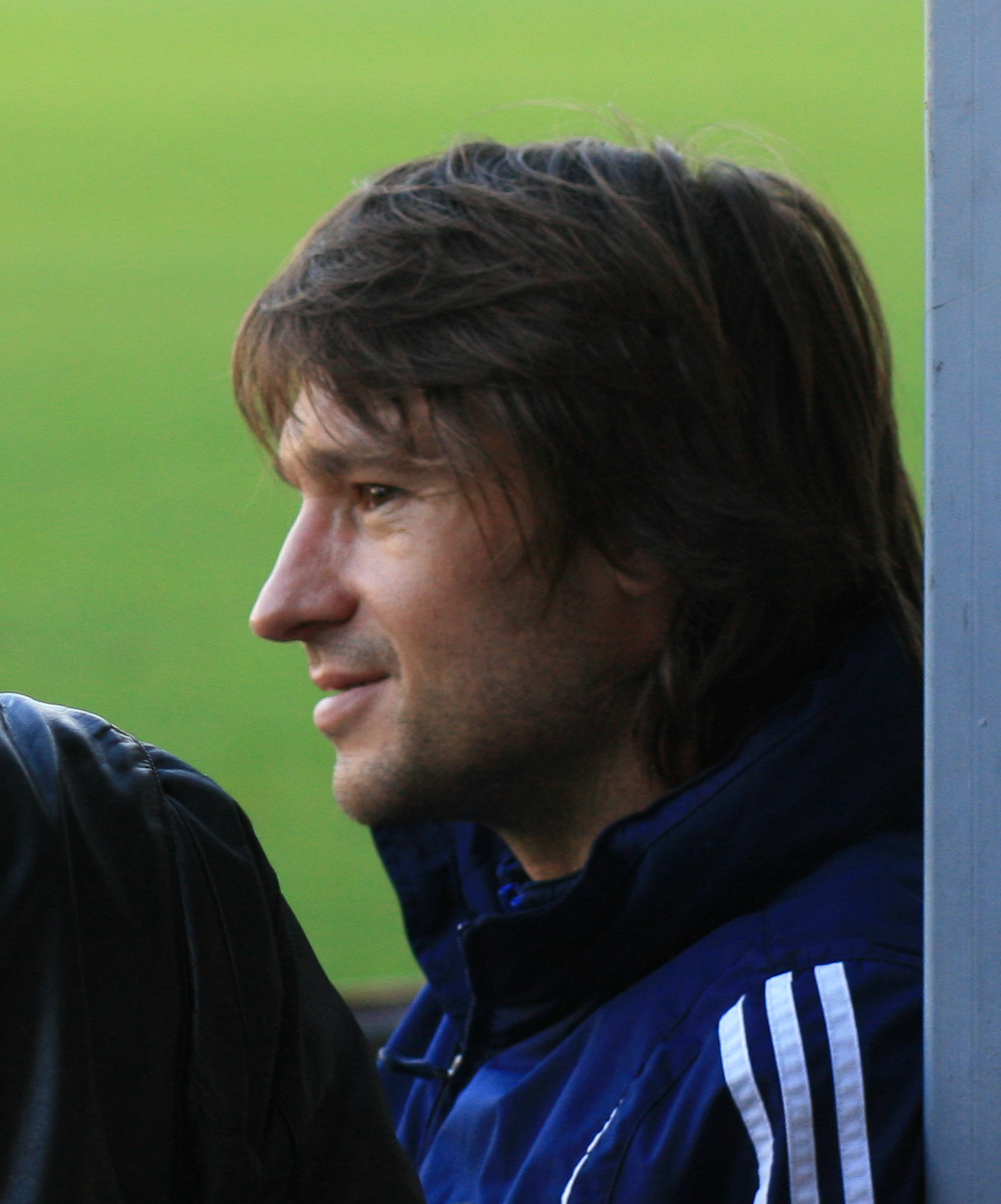
Le milieu de terrain Vitālijs Astafjevs, ici en 2008, est le pilier de la sélection lettonne et est celui qui est le plus capé depuis 1992. Il arrête sa carrière internationale en 2010 avec 165 sélections officielles.

La sélection lettonne a été reçue par le premier ministre letton Emsis avant son départ pour le Portugal, afin de les encourager à donner une bonne image de la Lettonie à l'étranger. Lors de leur séjour au Portugal dès le 10 juin, les Lettons sont accueillis et reçus par le maire de la ville d'Anadia. Cette ville de 31 671 habitants en 2004, dans le district d'Aveiro, va servir de camp de base à la sélection. Ils résident au sein du Grande Hotel de Cúria et s'entraînent sur l'Estádio Municipal Eng° Sílvio Henriques Cerveira.
Pour se préparer, ils affrontent le club local d'Anadia FC, le 12 juin, qu'ils battent sur le score de cinq buts à un. Cela confirme le slogan de la Lettonie sur leur bus : « Sarauj, sarauj, Latvija, musu merkis - uzvara ! »  (ce qui veut dire « Allez la Lettonie, Allez ! Notre but est la victoire ! »). Après cela, ils s'entraînent en toute discrétion comme l'atteste l'utilisation de maillots sans numéros, afin « d'éviter de donner des informations aux autres équipes. ».
La préparation se solde par un bilan en demi-teinte (deux victoires officielles en sept matches), et permet de voir que la sélection repose essentiellement sur l'attaquant Verpakovskis et sur les joueurs expérimentés comme Vitālijs Astafjevs, Marians Pahars, Mihails Zemļinskis et Imants Bleidelis.

## Phase finale: la découverte du haut niveau

### La Lettonie s'incline devant la République tchèque

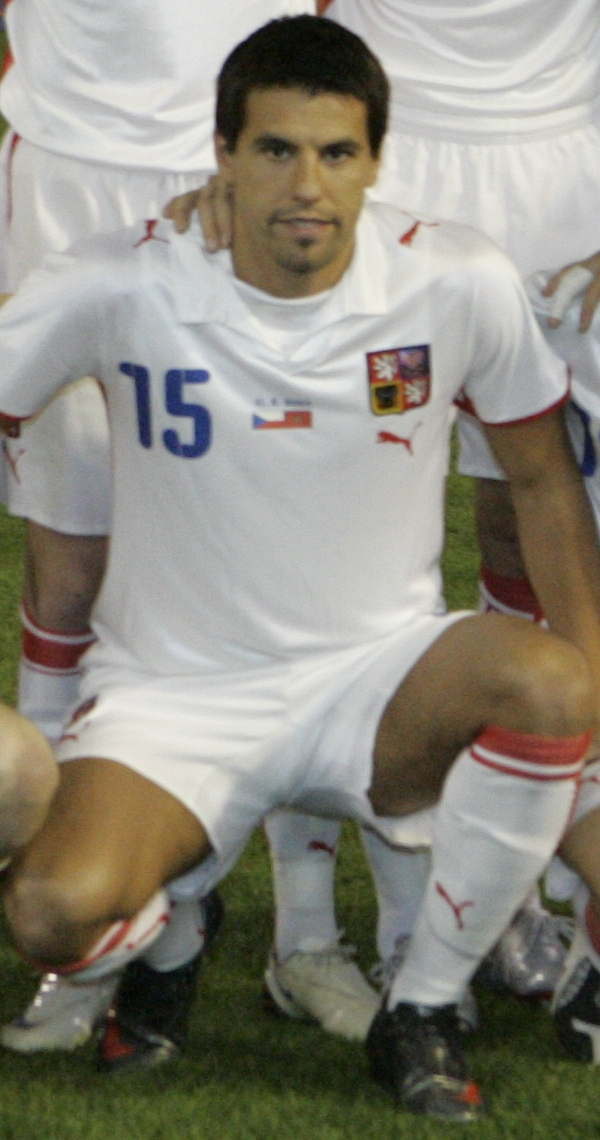
L'attaquant Milan Baroš, ici en 2009 contre le Maroc, a égalisé à la et a été décisif lors du second but des Tchèques.

Non qualifiés pour le Mondial 2002 et invaincus durant les éliminatoires (7 victoires et un match nul),, les Tchèques sont prévenus. Le joueur tchèque de Dortmund Tomáš Rosický le confirme dans une interview la veille du match : « La défaite du Portugal contre la Grèce nous alerte. Ils ont joué trop individuellement. Nous ne devons pas faire la même chose car les équipes considérées comme moins fortes sont toujours très bien organisées. ».
Pour ce match, les Lettons peuvent compter sur le gardien Aleksandrs Koliņko, titulaire malgré une récente blessure, tandis que l'attaquant de Southampton Marians Pahars, également de retour de blessure, est remplaçant.
Durant la première période, les Tchèques monopolisent le ballon sans être efficaces en attaque, les Lettons tiennent bon en défense, malgré les frappes non cadrées de Jankulovski (10e), de Poborský (24e) ou les frappes repoussées par le gardien letton comme la tête de Koller (12e) ou celle de Rosický (21e). Dans le temps additionnel, sur une perte de balle de Baroš en attaque, les Lettons contre-attaquent rapidement sur le côté gauche par Prohorenkovs, qui centre au cordeau devant le but tchèque pour Verpakovskis qui n'a plus qu'à pousser le ballon au fond des filets. Cette ouverture du score marque profondément les Tchèques.

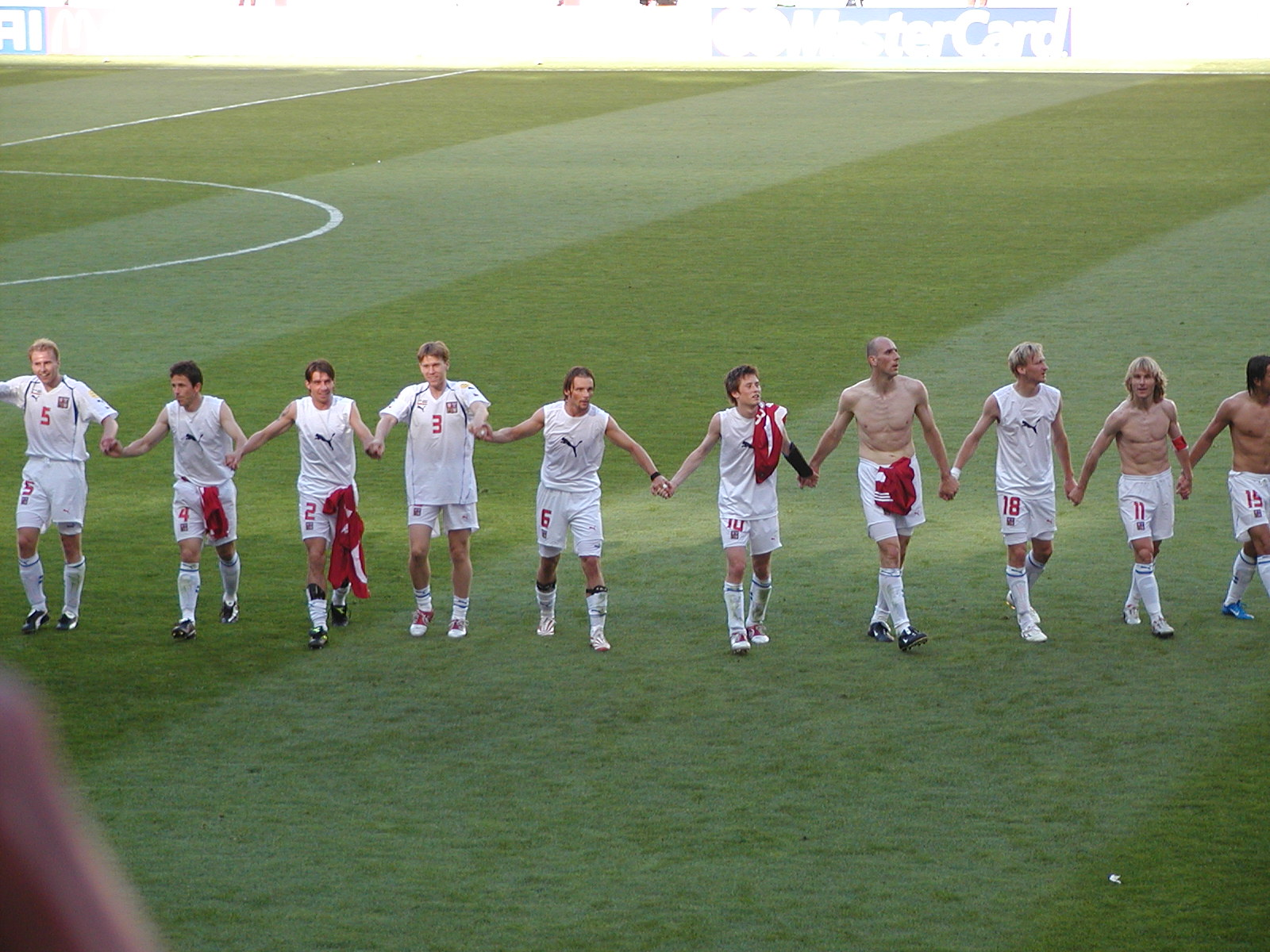
Les joueurs tchèques célèbrent la victoire contre la Lettonie (2-1).

Durant la seconde période, les Tchèques sont plus incisifs : transversale de Poborský à la 58e minute, occasions de Baroš et de Koller (62e, 64e et 65e). La Lettonie rate la balle de match lorsqu'à la 69e minute, Andrejs Prohorenkovs enroule sa frappe dans la surface de réparation tchèque, passant près du poteau de Petr Čech.
C'est le tournant du match : quatre minutes plus tard, sur un centre de Poborský, le gardien letton Koliņko boxe de manière hasardeuse le ballon, Milan Baroš le récupère au point de pénalty, frappe en force, et égalise. Les Tchèques sont relancés ; ils multiplient les attaques ; à la 83e minute, la frappe de Marek Heinz touche le dessus de la barre transversale ; deux minutes plus tard, Baroš devance Koliņko dans la surface de réparation, veut centrer, Mihails Zemļinskis dégage mollement et Heinz marque en lucarne. La victoire des Tchèques a été difficile et s'est faite en fin de match, malgré 24 tirs dont 9 cadrés.
Malgré deux erreurs sur les deux buts, Koliņko est l'auteur d'une excellente partie, grâce à ses nombreux arrêts déterminants, à savoir : 10.

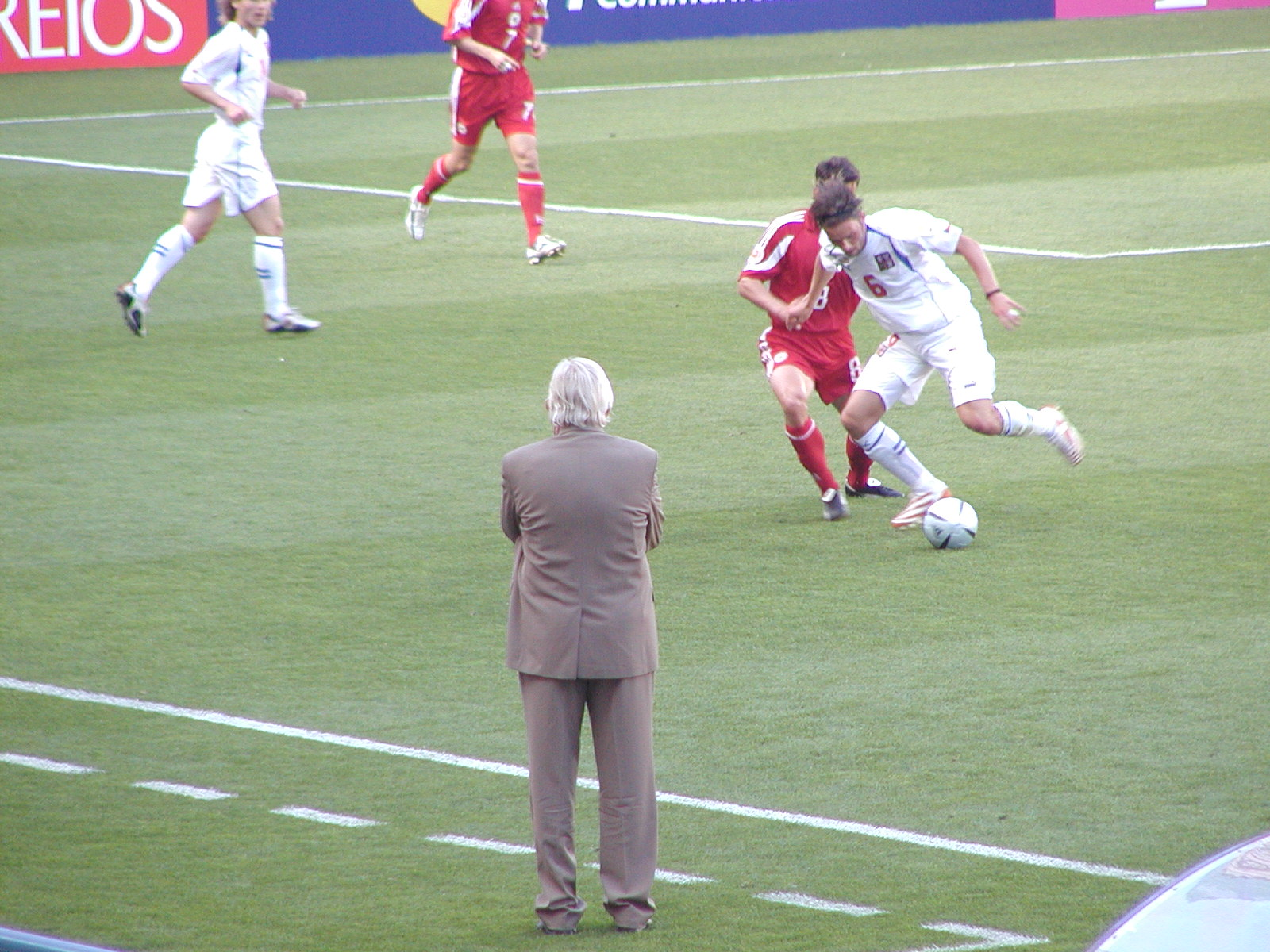
Le sélectionneur tchèque Karel Brückner observant le duel Jankulovski-Bleidelis lors du match Lettonie-République tchèque à l'Euro 2004 (1-2).

Les médias internationaux vantent la prestation des Lettons. On peut lire : « coriaces ! » dans le journal belge La DH Les Sports+, « résistance tenace et une défense héroïque » pour la radio tchèque Radio.cz. Quant aux sélectionneurs, cette prestation lettonne est saluée par Starkovs, qui veut se servir des bonnes choses vues en match pour les matches suivants, et par Brückner, qui insiste sur la défense lettonne et la discipline militaire :

« (Aleksandrs Starkovs) Le match nous a montré que nous pouvons lutter contre les grosses équipes. Je suis sûr que nous pouvons le refaire dans quatre jours contre les Allemands.
Cela était un jour tendu pour nous puisqu’il s'agissait de notre premier match au haut niveau. Nous avions peur d'être surclassés mais nous pouvons être satisfaits de notre football.
Tout au long du match, les Tchèques ont montré que techniquement, ils étaient largement meilleurs que nous mais nous pouvons être fiers de notre prestation. Aujourd'hui, ce match nous donne le plein de confiance pour les matches à venir. »

« (Karel Brückner) : Nous savions qu'il y avait encore une seconde période à jouer, c'est pourquoi nous n'avons pas paniqué.
La fin de la première période n'était pas ce que nous voulions et nous avons été davantage offensifs et efficaces en seconde période. On pensait avoir un match facile mais pour être honnête, c'était plus difficile que prévu.
La Lettonie a une très bonne défense et je dirais qu'il jouait avec une discipline militaire. Ils sont très braves et ont prouvé qu'ils sont une bonne équipe. »

### Un match nul historique contre l'Allemagne

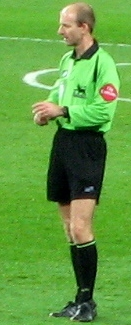
L'arbitre anglais Mike Riley n'a pas signalé de fautes sur trois situations litigieuses dans la surface de réparation allemande pour les Lettons.

Face aux Allemands (favoris de ce match et finalistes du Mondial 2002), mais en difficulté depuis, les Lettons veulent rééditer la stratégie qui avait posé des problèmes aux Tchèques. En se basant sur une défense solide et sur des contre-attaques rapides, ils commencent le match en laissant jouer l'Allemagne.
Ils subissent la domination allemande, à travers plusieurs frappes lointaines de Kurányi, Schneider et Ballack afin de faire sortir les défenseurs ; à la 40e minute, Verpakovskis contre-attaque du rond central, dribble Baumann et Wörns et fait une course de quarante mètres, se présente face à Oliver Kahn : le gardien capte la balle sur sa frappe croisée du gauche.
À la surprise générale, la Lettonie tient en échec l'Allemagne par un score nul et vierge et qui force les Allemands à frapper de loin.
Lors de la seconde période, les Allemands accentuent la pression. Les frappes de Torsten Frings et de Ballack sont dangereuses mais sont proches du poteau ou sauvées par un défenseur letton. À la 66e minute, Kurányi déborde sur la gauche, centre pour Fredi Bobic, qui est trop court alors que le but letton est vide. Les Lettons restent solides en défense grâce à leur gardien Aleksandrs Kolinko, et attendent l'opportunité de contre-attaquer. À trois reprises (54e, 61e et 82e), Verpakovskis se retrouve en position favorable. Il est bloqué parfois de façon discutable par la défense allemande, sans que l'arbitre anglais Mike Riley ne siffle une faute ainsi qu'un pénalty. Les Allemands pressent jusqu'à la fin sans réussite. À la 92e minute, Miroslav Klose a la balle de match : il croise trop sa tête plongeante aux six mètres alors qu'il a pris la défense de vitesse.

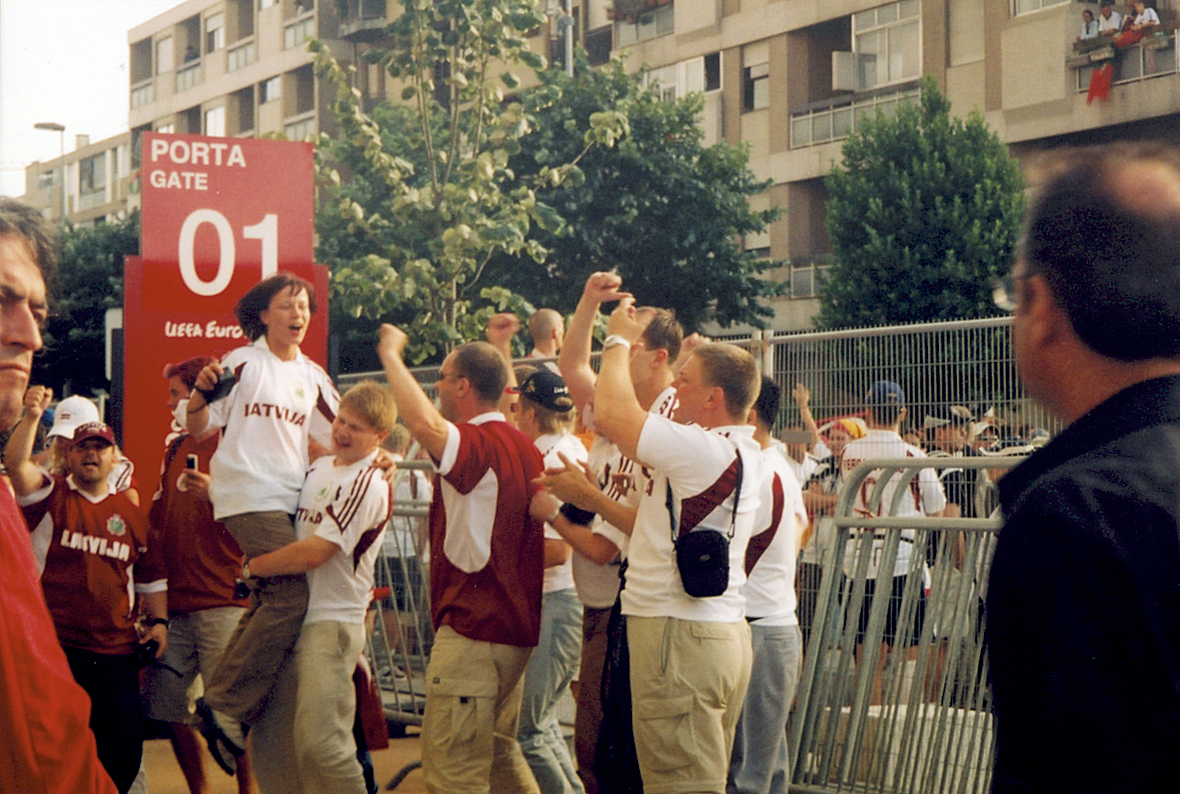
Les supporters lettons sont en joie devant le Stade de Bessa XXI lors du match Lettonie-Allemagne (0-0).

Finalement, l'Allemagne pense au match suivant contre les Tchèques pour le sélectionneur allemand Rudi Völler. A contrario, à l'image de son sélectionneur, les Lettons voulaient faire chuter une grosse équipe, ont réussi à faire déjouer les Allemands et fêtent ce match comme un moment historique : ils peuvent encore se qualifier pour les quarts de finale. Il s'agit d'un match décevant, selon Ballack :

« (Michael Ballack) Les centres n'étaient pas assez précis. Dans une ou deux situations, nous aurions dû marquer. Nous avons manqué une balle de set, maintenant nous devons gagner contre les Tchèques. Nous ne voulions pas tout risquer pour ne pas prendre de contres. Dans une ou deux situations, nous avons eu de la chance. »

« (Rudi Völler) Bien sûr, on est déçus après un match comme celui-là. Au fond, rien n'est perdu. Avec une victoire, quelle que soit l'issue, nous avons la chance de se qualifier pour le prochain tour, nous devons gagner. »

« (Aleksandrs Starkovs) C'était un match nul historique car c'était le premier point gagné dans un championnat d'Europe. Je suis heureux et très fier pour l'équipe et pour nos nombreux supporters. [...] Nous avons mieux joué que lors du premier match contre les Tchèques. Mon équipe grandit de match en match. »

### Une élimination logique face aux Pays-Bas

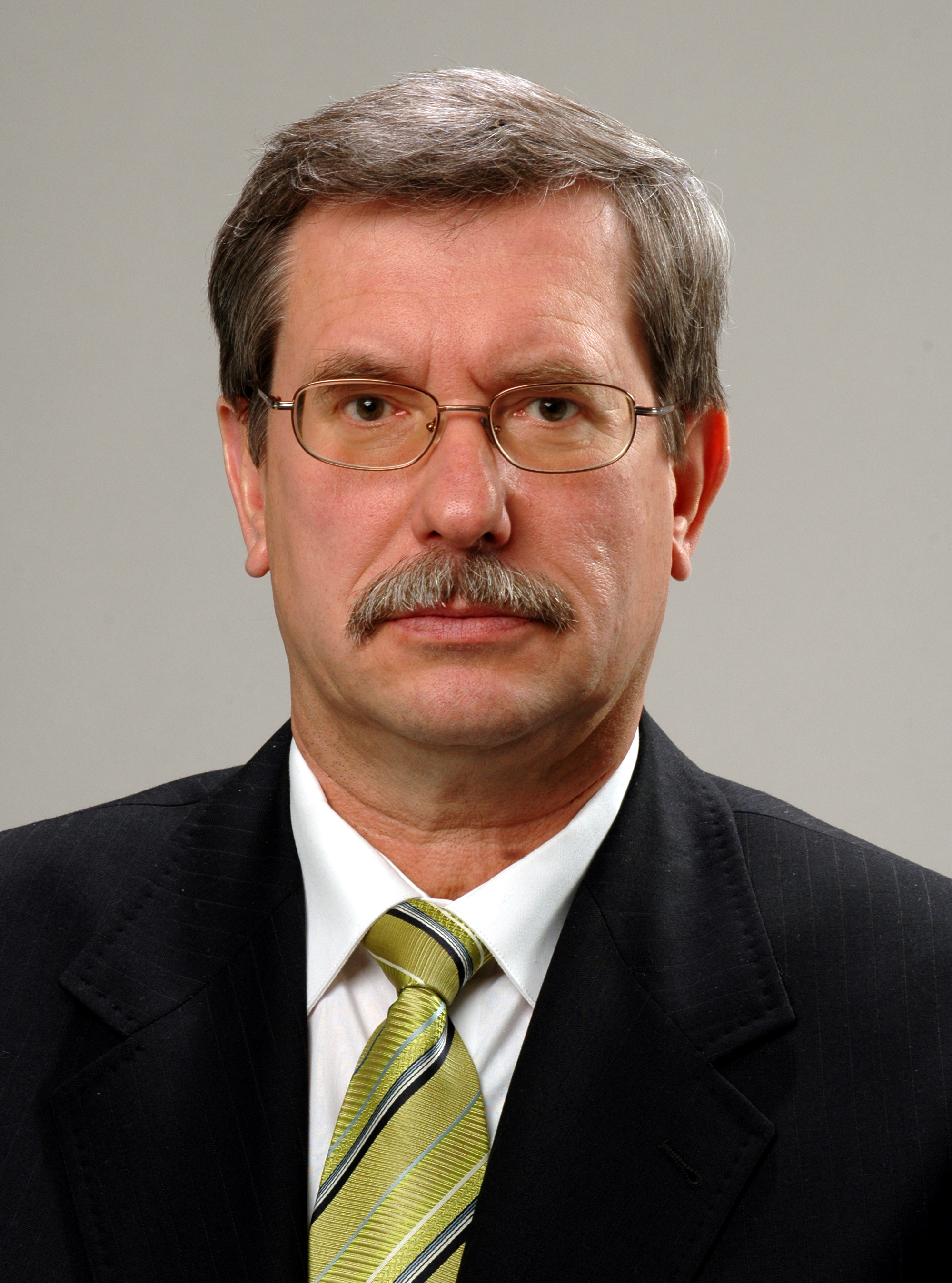
Alors premier ministre de la Lettonie, Indulis Emsis appelle les joueurs pour les féliciter de leur prestation historique contre l'Allemagne (0-0).

Après la performance contre l'Allemagne lors du deuxième match, le premier ministre letton Indulis Emsis appelle les joueurs pour les féliciter de cette prestation historique. Comme le dit Māris Verpakovskis avant le match, la rencontre contre les Pays-Bas constitue un moment décisif puisque les Lettons ont « encore une chance de se qualifier pour les quarts. ».
Dans la même configuration que les matches précédents, les Lettons veulent miser sur les contre-attaques contre les Pays-Bas,. Mis à part une frappe de Verpakovsis à la deuxième minute, les Lettons sont pris en étau par les joueurs de Dick Advocaat.
Dès la première minute, la frappe de Seedorf, non cadrée, donne le ton du match. À la douzième minute, le gardien letton Aleksandrs Koliņko fait une belle horizontale pour sortir la frappe de 25 mètres de Phillip Cocu ; à la minute suivante, il remporte son face-à-face contre Ruud van Nistelrooy. Après ces deux occasions, la pression néerlandaise est si forte que les Lettons cèdent à la vingt-septième minute : faute d'Astafjevs sur Edgar Davids dans la surface. L'arbitre danois Kim Milton Nielsen siffle un pénalty ; il est transformé par Van Nistelrooy, prenant à contre-pied le gardien letton. Huit minutes plus tard, un coup franc excentré aux 25 mètres est tiré par Seedorf, Cocu de la tête remise pour Van Nistelrooy qui marque le deuxième but. À la mi-temps, les Lettons sont menés deux buts à zéro, sans avoir pu trouver Verpakovskis, cadenassé par la défense néerlandaise.

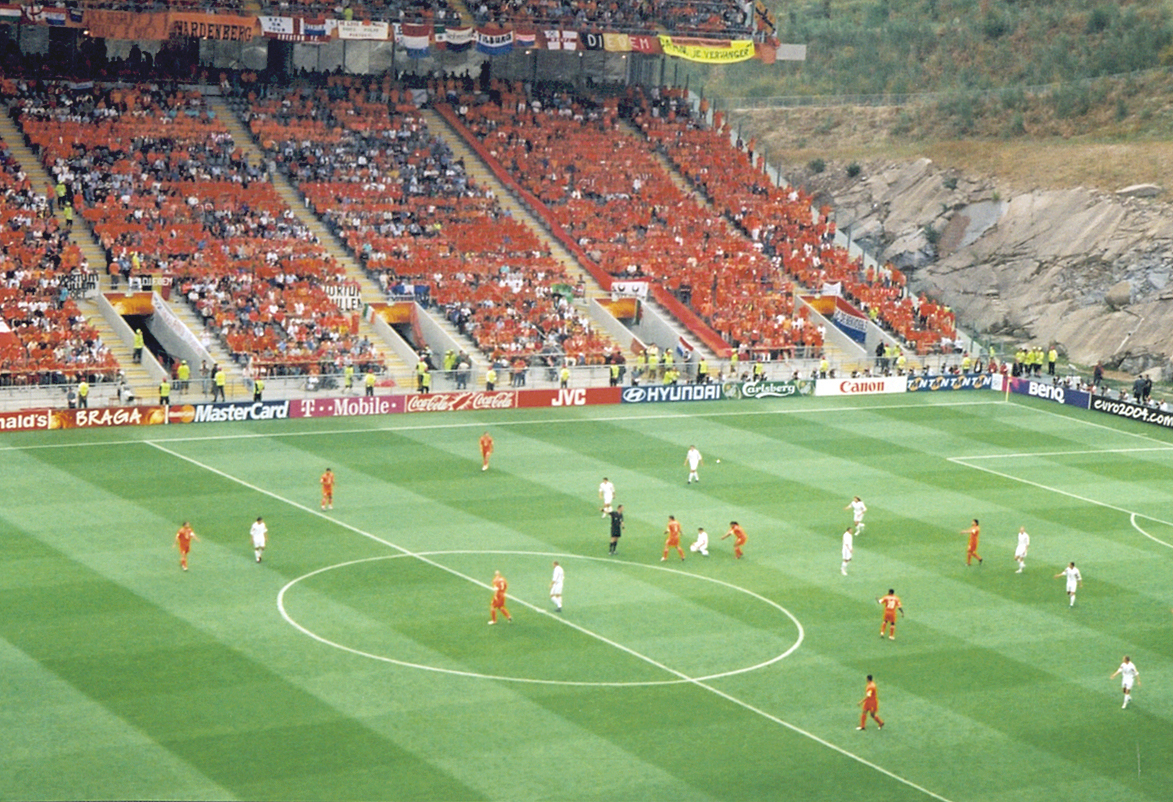
Photographie du match entre les Pays-Bas et la Lettonie (3-0) à l'Estádio Municipal de Braga.

Au retour des vestiaires, les Lettons jouent plus haut ; ils se procurent une occasion par Andrejs Rubins qui à l'entrée de la surface oblige Van der Sar à détourner la frappe. Les Néerlandais accentuent les frappes : Arjen Robben à la 52e minute, Makaay à la 73e minute et même un but de Marc Overmars à la 71e minute, refusé pour hors-jeu. Les Lettons cèdent à la 84e minute, sur une frappe croisée du gauche de Roy Makaay. Jusqu'à la fin, les Néerlandais continuent à tirer au but sans succès.
Finalement, les Pays-Bas s'imposent largement et logiquement. La Lettonie n'a cadré que deux tirs dans le match contre seize pour les Néerlandais, et a seulement 31 % de possession de balle, ce qui a été insuffisant contre les Pays-Bas. La Lettonie termine dernière du groupe et est éliminée.

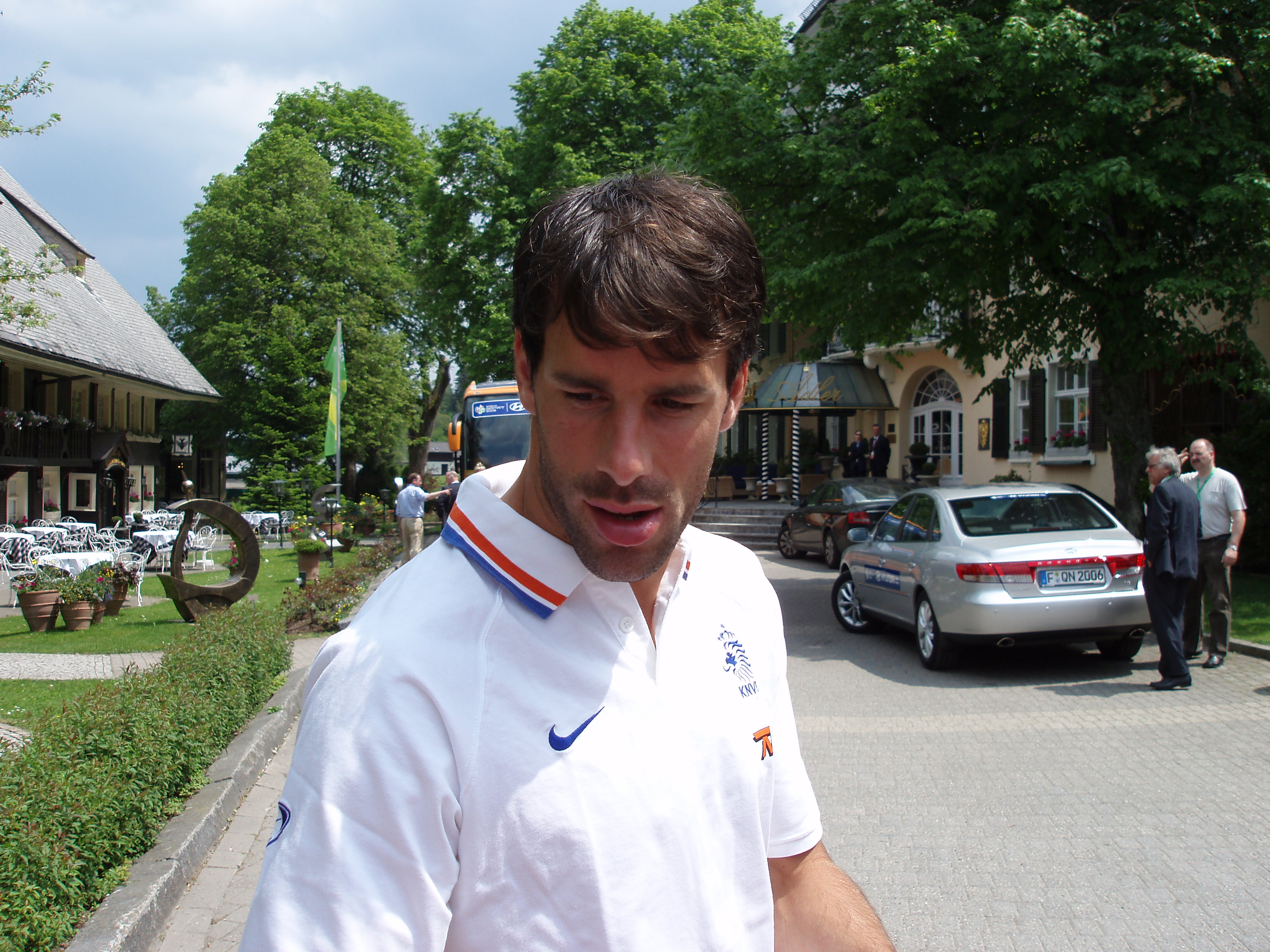
L'attaquant néerlandais de Manchester United Ruud van Nistelrooy, ici en juin 2006 durant la Coupe du monde 2006, a inscrit deux buts contre la Lettonie (3-0).

La déception est grande pour les Lettons, mais, comme le surligne le sélectionneur letton, le manque d'expérience ainsi que la supériorité des Néerlandais ont été déterminants dans la défaite lettonne :

« (Aleksandrs Starkovs) Je veux féliciter les Pays-Bas, ils ont prouvé qu'ils sont une des plus grandes équipes du tournoi. C'était très difficile pour nous, nous avions montré du potentiel et mis d'énormes efforts mais le résultat n'est pas bon pour nous. Nous avons montré à notre pays une bonne image. J'espère que nous reviendrons et ferons mieux la prochaine fois.
[Nous avons été] trop effrayés de faire des erreurs. Le match contre les Pays-Bas était une question d'expérience, pas tellement de conviction. Je crois que nous avons fait tout ce que nous pouvions dans ce tournoi et nous avons tout donné pour donner une bonne image de la Lettonie. »

| Groupe D |           |     |   |   |   |   |    |    |      |
|          | Équipe    | Pts | J | G | N | P | Bp | Bc | Diff |
| 1        | Tchéquie  | 9   | 3 | 3 | 0 | 0 | 7  | 4  | +3   |
| 2        | Pays-Bas  | 4   | 3 | 1 | 1 | 1 | 6  | 4  | +2   |
| 3        | Allemagne | 2   | 3 | 0 | 2 | 1 | 2  | 3  | -1   |
| 4        | Lettonie  | 1   | 3 | 0 | 1 | 2 | 1  | 5  | -4   |

| 15 juin 2004 | Allemagne | 1 | 1 | Pays-Bas |
| 15 juin 2004 | Tchéquie  | 2 | 1 | Lettonie |
| 19 juin 2004 | Allemagne | 0 | 0 | Lettonie |
| 19 juin 2004 | Pays-Bas  | 2 | 3 | Tchéquie |
| 23 juin 2004 | Pays-Bas  | 3 | 0 | Lettonie |
| 23 juin 2004 | Allemagne | 1 | 2 | Tchéquie |

     Équipe qualifiée ou victorieuse; Pts = points; J = joués; G = gagnés; N = nuls; P = perdus;

Bp = buts pour; Bc = buts contre; Diff = différence de buts

## Bilan: un parcours sans lendemain

### Bilan élogieux de l'UEFA pour la Lettonie

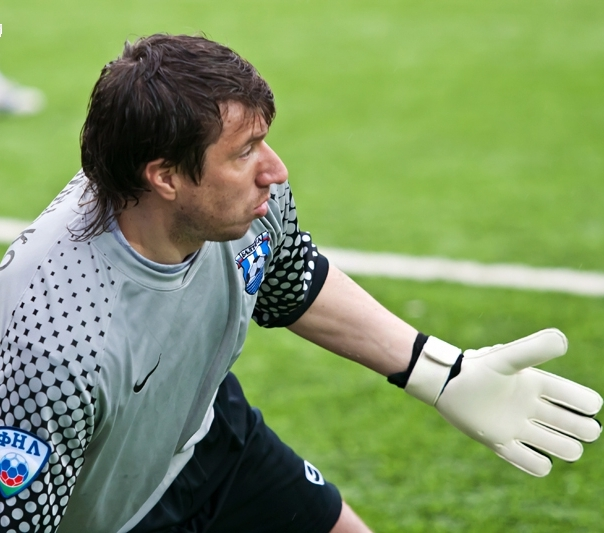
Le gardien letton Aleksandrs Koļinko, ici en 2011 avec le club russe du Baltika Kaliningrad, a été titulaire durant les trois matches et fait partie de la Zelta paaudze (la génération dorée en letton).

Après le tournoi, l'UEFA établit son rapport technique : la Lettonie est classée à la quatorzième place, devançant la Suisse et la Bulgarie.
Pour l'UEFA, la sélection lettonne est caractérisée comme « une équipe qui joue sur les contre-attaques et laisse jouer l'adversaire, en n'ayant qu'une faible possession de balle ». De plus, elle est vue comme « une équipe disciplinée, dont tous les joueurs font un pressing intense, avec une défense compacte ».
Les noms qui reviennent le plus sont : l'arrière gauche Stepanovs (pour ses interceptions et ses blocages), le gardien de but Koliņko (présent sur les centres), l'ailier gauche Rubins (pour son côté dribbleur), l'attaquant Prohorenkovs (pour sa mobilité) et l'attaquant Verpakovskis (pour leur entente en attaque). Lorsque l'UEFA parle des contre-attaques, elle prend toujours comme référence la Lettonie du fait de son style de jeu.

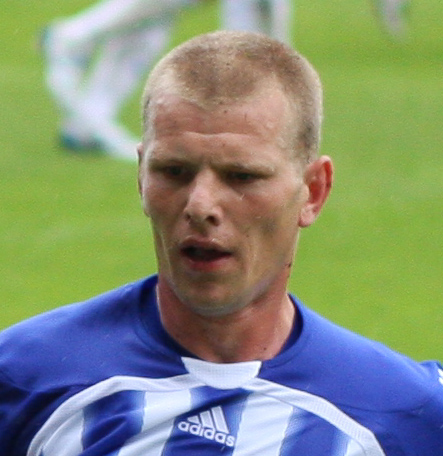
L'attaquant Andrejs Prohorenkovs, titulaire à tous les matchs de l'Euro 2004 et passeur contre la République tchèque, est cité par l'UEFA comme un attaquant très mobile.

Pour la Lettonie, bien que cet Euro se solde par deux défaites et un nul ainsi qu'une dernière place du groupe D, le bilan est plutôt positif. Le match nul contre l’Allemagne (0-0) a énormément surpris et a mis en avant la « Zelta paaudze », dont les principaux noms qui reviennent auprès des Lettons sont Māris Verpakovskis et Aleksandrs Starkovs. Pour les Lettons, cette génération est constituée d'un noyau de joueurs expérimentés, âgés d'au moins 25 ans, et bien assortis. Ils ont un jeu tactiquement discipliné et axé sur la contre-attaque, avec quelques joueurs aguerris à l'étranger. De plus, avec du recul, les joueurs lettons ont permis de changer le regard des Lettons sur le football, eux qui sont davantage axés sur le basket et le hockey-sur-glace. Comme le dit Verpakovskis en 2013 dans une interview à diena.lv, ce moment est pour lui « la plus grande réussite de sa carrière » et a permis en 2004 aux Lettons de faire du football la passion du peuple et cela constituait les années merveilleuses du football letton.

### Les espoirs vus à l'Euro vite retombés
Après l'Euro 2004, l'attaquant letton Māris Verpakovskis, évoluant dans le club ukrainien du Dynamo Kiev, est élu Footballeur de l'année 2004 (Labākais futbolists en letton), récompensant les efforts accomplis lors du tournoi. Le sélectionneur a été récompensé du titre de meilleur entraîneur de l'année (Labākais treneris en letton) lors de la soirée de gala en l'honneur du football letton, le 13 décembre 2004.

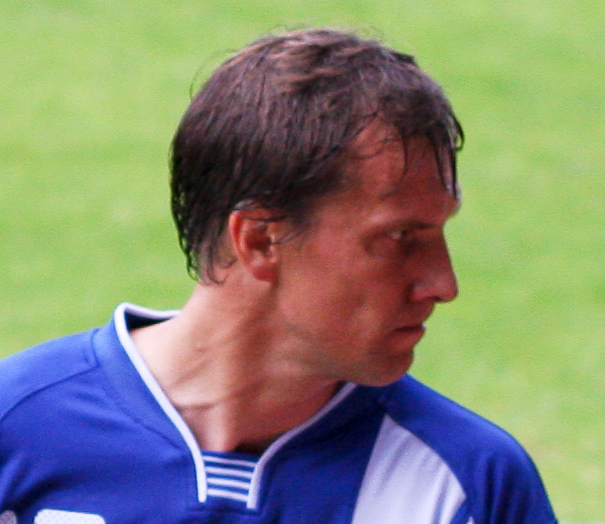
Le milieu de terrain letton Andrejs Štolcers arrête sa carrière internationale en 2005, comme plusieurs joueurs de la Zelta paaudze.

Mais avec le départ du sélectionneur Aleksandrs Starkovs pour le club russe du Spartak Moscou en septembre 2004, remplacé par son assistant Jurijs Andrejevs à la tête de la sélection lettonne, les promesses de valoriser la sélection lettonne ne sont pas tenues. Certains internationaux lettons comme Oļegs Blagonadeždins, Mihails Zemļinskis et Andrejs Štolcers mettent progressivement fin à leur carrière internationale. Progressivement, la « Zelta paaudze » arrête d'apparaître en sélection et les trois derniers à disputer des matches avec les Sarkanbaltsarkanie sont le milieu Juris Laizāns en 2013 (faisant de lui le troisième joueur le plus capé de la sélection lettonne), l'attaquant vedette Māris Verpakovskis en 2014 (meilleur buteur de la sélection avec 29 buts) et le gardien de but Aleksandrs Koliņko en 2015.
Mais surtout, la sélection lettonne ne réitère pas son résultat dans les éliminatoires aux Coupes du monde et de l'Euro suivantes. L'exception est l'édition 2010, où la Lettonie a terminé troisième, à trois points du barragiste, à savoir la Grèce. Bien qu'elle ait remporté la King's Cup 2005, elle ne réussit plus à rééditer cet exploit et n'a plus le soutien aussi fervent qu'à l'époque.
Néanmoins, cette « Zelta paaudze » reste dans les mémoires lettonnes et pour commémorer cela, un match des légendes est organisé par la fédération géorgienne de football (GFF) le 18 octobre 2024 à Koutaïssi, entre les légendes géorgiennes et lettonnes. Ce match réunissait neuf joueurs lettons ayant disputé l'Euro 2004 (Koliņko, Zemļinskis, Blagonadeždins, Isakovs, Korabļovs, Astafjevs, Verpakovskis, Prohorenkovs, Miholaps) et d'autres joueurs lettons connus dont Aleksandrs Cauņa ainsi que le sélectionneur de l'époque Aleksandrs Starkovs. Il finit sur un match nul (4-4).